# George Quaintance
George Quaintance (* 2. Juni 1902 in Page County (Virginia); † 8. November 1957 in Los Angeles) war ein US-amerikanischer Tänzer, Friseur, Photograph, Maler und Illustrator, der für seine homoerotischen Zeichnungen bekannt war.

## Biografie
Quaintance wuchs auf einem Bauernhof auf und zeigte früh eine Begabung für die Kunst. Schon als Teenager wurde Quaintance als "offensichtlich und aktiv homosexuell" beschrieben, obwohl er sich nicht outete. Im Alter von 18 Jahren begann er an der Art Students League in New York Malerei, Zeichnung und auch Tanz zu studieren. Dort lernte er auch seine Ehefrau Miriam Chester kennen. In den 1930er Jahren arbeitete er als Friseur. Seine ersten Kunst-Produkte erschienen anonym, als er in der Werbung arbeitete, aber bis 1934 hatte er begonnen, freie Cover-Illustrationen zu einer Vielzahl von "spicy" Pulp-Magazinen beizusteuern, wie Vie gai français, Ingwer, Movie Humor, Movie Merry Go-Round, Snappy Detective Mysteries, Snappy Stories, Stolen Sweets und Tempting Tales. Diese Kunstwerke wurden in einschlägigen Lokalen sowie in Zeitungsständen unter dem Ladentisch verkauft. Die darin enthaltenen Abbildungen, die eindeutig von Enoch Bolles beeinflusst wurden, wurden von ihm oft mit "Geo. Quintana." unterzeichnet.
1938 kehrte er mit seinem Begleiter Victor Garcia nach Hause zurück. Dieser wurde von Quaintance als sein "Modell, Lebenspartner und Geschäftspartner" beschrieben und war auch das Modell vieler Quaintance-Fotografien in den 1940er Jahren. In den frühen 1950er Jahren zogen Quaintance und Garcia auf die Rancho Siesta, die zur Heimat des Studios Quaintance wurde. Im Jahr 1953 schloss Quaintance eine Serie von drei Gemälden über einen Matador ab, dazu stand Angel Avila, ein anderer seiner Geliebten, Modell. Bis 1956 war das Unternehmen so erfolgreich, dass Quaintance mit der Nachfrage nach seinen Werken nicht Schritt halten konnte.
George Quaintance starb 1957 an einem Herzinfarkt.

## Ausstellungen
Unter dem Titel The Flamboyant Life And Forbidden Art of George Quaintance widmete der Taschen-Verlag 2015 seinen Werken in Los Angeles eine umfassende Ausstellung.

## Werke
- Bob Mizer (Hrsg.): Complete Reprint of Physique Pictorial, 1951-1964, Köln, Taschen, 1997.
- Volker Janssen: The Art of George Quaintance, Simon's Town, South Africa, Janssen Publishers CC, 2003.
- Reed Massengill, Dian Hanson: Quaintance, Taschen ISBN 978-3-8365-0732-5